# Erk Sens-Gorius
Erk Sens-Gorius (ur. 25 stycznia 1946 w Hanowerze) – niemiecki florecista reprezentujący RFN, złoty medalista olimpijski.
Na igrzyskach olimpijskich w Monachium w 1972 roku zajął piąte miejsce w zawodach drużynowych. Na rozgrywanych cztery lata później igrzyskach olimpijskich w Montrealu reprezentacja RFN w składzie: Thomas Bach, Harald Hein, Klaus Reichert, Matthias Behr i Erk Sens-Gorius zdobyła drużynowo złoty medal. W obu przypadkach nie startował w rywalizacji indywidualnej.
Nie zdobył medalu mistrzostw świata.